# إيلين مايلز (كاتبة)
إيلين مايلز (بالإنجليزية: Ellen Miles)‏ هي كاتِبة أمريكية، ولدت في 8 أبريل 1957.